# Dalmatiner
Dalmatiner är en hundras med Kroatien som officiellt hemland. Den är besläktad med braquehundarna och används främst som sällskapshund. Rasen är känd för sin vita päls med svarta eller leverbruna prickar.

## Historia
Den allmänna uppfattningen är att dalmatinern spritts över Europa med romerna. De använde den som allsidig gårdshund och även som jakthund. De äldsta avbildningarna av hundar som kan identifieras som dalmatiner är från 1600-talet. Från mitten av 1700-talet till mitten av 1800-talet var dalmatinern en populär vagnshund i Storbritannien och Frankrike. Hundarna sprang bredvid eller bakom ekipage med häst och vagn och fick vakta ekipaget vid skjutshållen. Vid denna tid var dalmatinern mer lik en pointer än en stövare. Först med att i skrift kalla rasen dalmatian (dalmatisk) var Thomas Bewick (1753-1828) 1792 i A general history of quadrupeds. Georges-Louis Leclerc de Buffon använde i sin naturalhistoria från 1755 beteckningen Braque de Bengale (syftande på Bengalen i Indien). Det var framförallt i England som rasen utvecklades och det var där den första rasklubben bildades 1890.
Dalmatinern har bland annat även använts som cirkushund och maskot för brandkåren. Efter filmerna Pongo och de 101 dalmatinerna 1961 och 101 dalmatiner 1996 fick rasen popularitetsvågor.

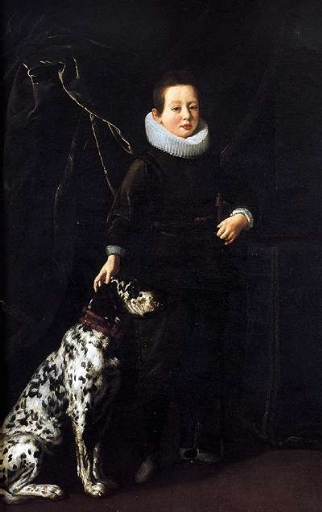
Justus Sustermans (1597-1681) porträtt från 1622 av Francesco de Medici (1614-1634).
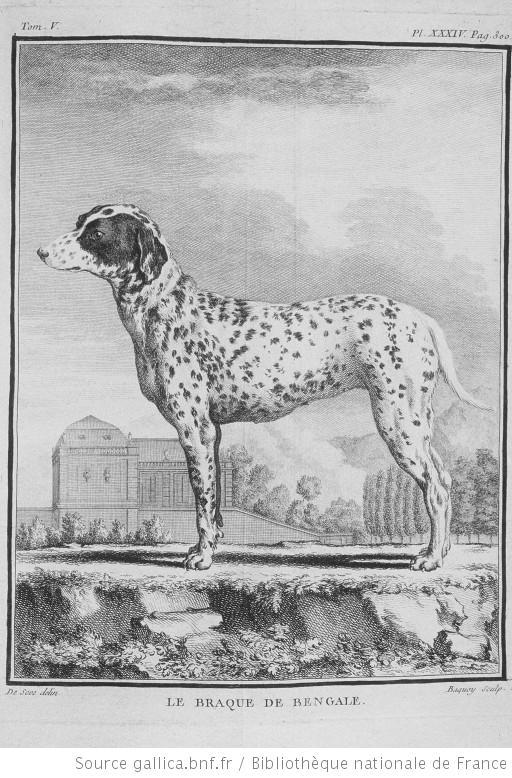
Braque de Bengale ur Georges-Louis Leclerc de Buffons (1707-1788) naturalhistoria 1755.
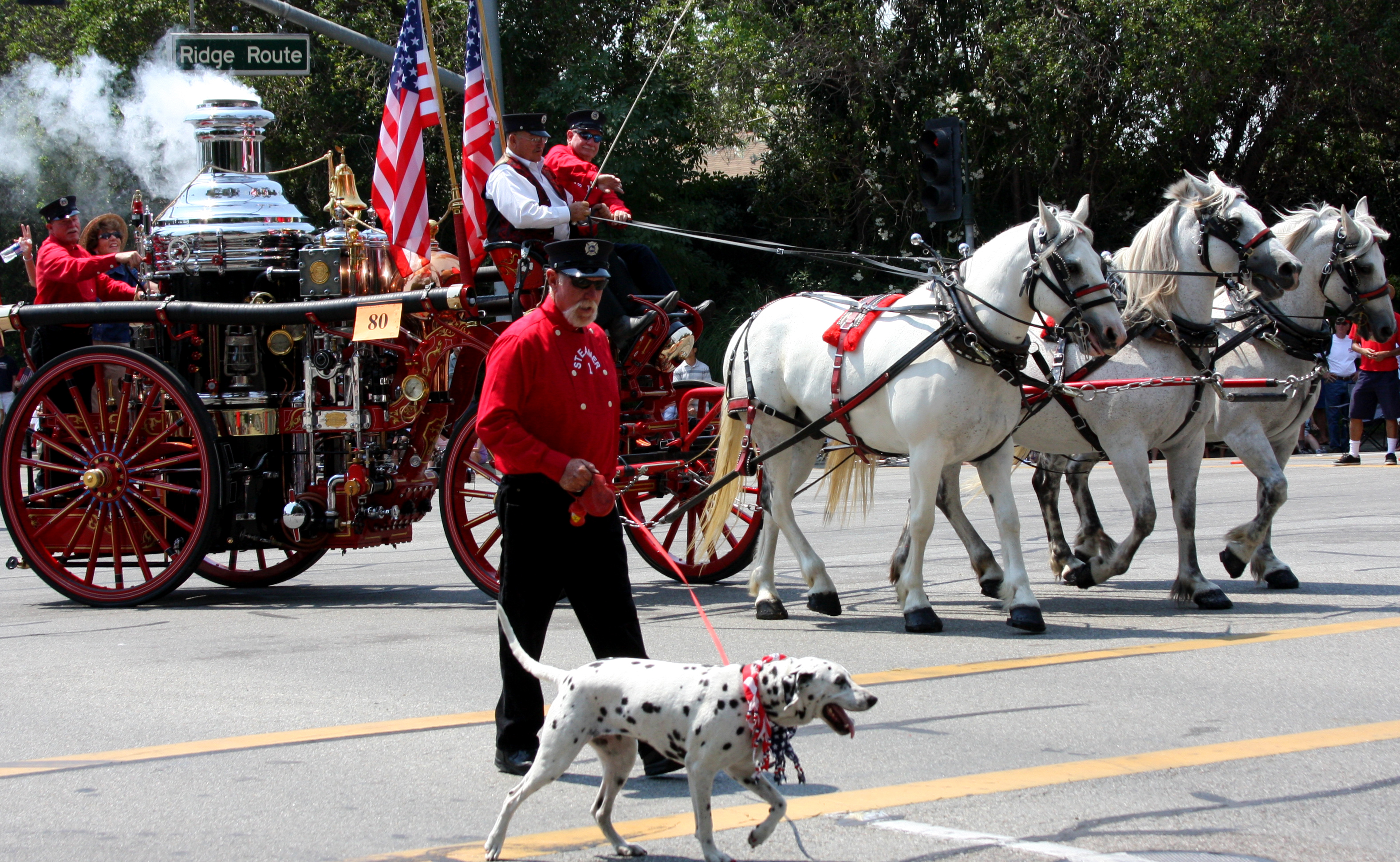
Dalmatinern har traditionellt varit maskot för brandkårer, bland annat i New York.

## Egenskaper
En dalmatiner är enligt vissa inte en bra familjehund då den är väldigt energisk och kräver mycket av sin ägare samt att den kan vara väldigt bufflig och hårdhänt med småbarn. Däremot är den väldigt familjekär och delar sin gränslösa kärlek lika till alla i familjen.
Dalmatinern har en del särdrag: Den är känd för att "skratta". Det gör den genom att dra upp läpparna och visa hela bettet. Hos få andra raser är denna egenhet så utbredd som hos dalmatinern. Dalmatiner har lätt för att härma. Den brukar vara mycket uthållig. Hunden används ofta som spår- eller utställningshund.
Rasen behöver stimulering, motion och övningar varje dag. Vanliga aktiviteter för dalmatiner kan vara agility, spårning och drag. Dalmatinern har ett oförtjänt rykte att vara aggressiv.

## Utseende
Dalmatiner är en medelstor hund som skall vara harmoniskt byggd. Den skall vara kraftfull och muskulös, men får inte vara grov eller klumpig. Pälsen skall vara kort, hård och tät, slät och glänsande. Rasens päls är ganska lättskött, men den enda nackdelen är att rasen fäller året runt. Dock väldigt lite jämfört med andra hundraser.
Utställningshundar får inte ha helt svart öra, inte olik färgade fläckar eller ögonfärg.

## Hälsa
Den är en frisk och sund hund, som kan vara pigg och lekfull ända upp till 12 - 14-årsåldern.[källa behövs] Den föds helvit och har en benägenhet för dövhet, därför testas alla valpar. Döva valpar avlivas direkt.
Dalmatiner drabbas ofta av njursten och behöver mycket vätska. Många ägare häller vatten i hundfodret för att hunden ska få i sig tillräckligt med vatten för att undvika njursten.